# Melània
Melània (en llatí Melania, en grec antic Μελανία) era una ciutat de la costa de Cilícia una mica a l'oest de Celenderis segons diu Estrabó, potser al lloc de la moderna Kizliman. Podria ser la mateixa ciutat que Estrabó menciona en un altre lloc amb el nom de Μέλαιναι ('Melainai'), coincidint amb Esteve de Bizanci.